# Ільїчівський сільський округ (Карасуський район)
Ільїчі́вський сільський округ (каз. Ильичев ауылдық округі, рос. Ильичевский сельский округ) — адміністративна одиниця у складі Карасуського району Костанайської області Казахстану. Адміністративний центр — село Комсомольське.
Населення — 1167 осіб (2021; 1474 у 2009, 2007 у 1999, 3545 у 1989).
Станом на 1989 рік існували Ільїчівська сільська рада (села Байганколь, Кизкеткен, Комсомольське) та Новоселовська сільська рада (село Новоселовка, селища Жанчилік, Кундузда, Святогорка), з 1993 року — Ільїчівський сільський округ та Новоселовський сільський округ. Село Святогорка ліквідовано 2009 року, село Байганколь — 2010 року. 2019 року до складу округа була включена територія ліквідованого Новоселовського сільського округу.

## Склад
До складу округу входять такі населені пункти:
| Населений пункт     | Старі назви | Населення, осіб (1989) | Населення, осіб (1999) | Населення, осіб (2009) | Населення, осіб (2021) |
| ------------------- | ----------- | ---------------------- | ---------------------- | ---------------------- | ---------------------- |
| Байганколь, село    | -           | 124                    | 189                    | 9                      | -                      |
| Жанчилік, село      | -           | 141                    | 0                      | -                      | -                      |
| Кизкеткен, село     | -           | 282                    | 87                     | 158                    | 116                    |
| Комсомольське, село | -           | 1067                   | 695                    | 649                    | 654                    |
| Кундузда, село      | Кундузка    | 284                    | 153                    | 62                     | 28                     |
| Новоселовка, село   | -           | 1469                   | 855                    | 596                    | 369                    |
| Святогорка, село    | -           | 178                    | 28                     | -                      | -                      |